# Trimethylsilylazid
Trimethylsilylazid ((CH3)3SiN3) je chemická sloučenina používaná jako činidlo v organické chemii.

## Příprava
Trimethylsilylazid je komerčně dostupný. Lze jej připravit reakcí trimethylsilylchloridu a azidu sodného:
(CH3)3SiCl + NaN3 → (CH3)3SiN3 + NaCl

## Použití
V mnoha reakcích je považován za bezpečnější alternativu kyseliny azidovodíkové; časem však hydrolyzuje na kyselinu azidovodíkovou, a proto musí být skladován tam, kde není vlhkost.
(CH3)3SiN3 + H2O → (CH3)3SiOH + HN3
Aduje se na ketony a aldehydy za vzniku siloxy azidů a následně tetrazolů:
(CH3)3SiCl + R2CO → R2C(N3)OSi(CH3)3 + NaCl
Byl použit při totální syntéze Oseltamiviru.

## Vlastnosti
Trimethylsilylazid je bezbarvá, tepelně stabilní, ale na hydrolýzu citlivá kapalina. Je neslučitelný s vlhkostí, silnými oxidačními činidly a silnými kyselinami. V roce 2014 byl při syntéze velké dávky trimethylsilylazidu zraněn student Minnesotské univerzity.